# Juuso Riksman
Juuso Riksman (né le 1er avril 1977 à Helsinki en Finlande) est un gardien de but professionnel de hockey sur glace, il a rejoint en 2010 le HIFK, avec qui il avait commencer sa carrière en 1996, dans la SM-liiga. Il y a remporté les trophées suivants : le Kultainen kypärä en 2009, le Trophée Urpo-Ylönen en 2006 et 2009 et le Trophée Lasse-Oksanen en 2009.

## Biographie
Pendant sa carrière, il a joué pour des équipes de quatre pays différents soit la Finlande, les États-Unis, la Suède et l'Italie.
En Finlande, il a passé la grande majorité ainsi que ses meilleurs années dans ce pays pour le HIFK, le Jokerit Helsinki, Ilves Tampere et le Ässät Pori tous dans la SM-liiga.
En Suède, il y passa quelques années partagé entre le MODO Hockey et le Färjestads BK.
En Italie, il y joua une seule saison avec le HC Alleghe.
Aux États-Unis, il n'y joua qu'un seul match dans la LAH avec les Rivermen de Peoria.

## Trophées
- Trophée Lasse-Oksanen (2009)
- Trophée Urpo-Ylönen (2006, 2009 et 2011)
- Kultainen kypärä (2009)